# Ali Shah Durrani
Ali Shah Durrani (tiếng Ba Tư: علی شاه درانی), còn được gọi là Ali Shah Abdali, là vua của Đế quốc Durrani từ 1818 đến 1819. Ông là con của Timur Shah Durrani, một người Pashtun, trị vì từ 1772–1793. Em trai ông là Shah Isma'il đã treo cổ ông vào năm 1819.